# Pristiophorus peroniensis
Pristiophorus peroniensis é uma espécie de peixe da família Pristiophoridae.
É endémica da Austrália.
Os seus habitats naturais são: mar aberto.